# Genmæle (debatbogserie)
Genmæle er en debatbogsserie, som fra et politisk udgangspunkt på den udogmatiske venstrefløj tager politiske hovedtemaer under behandling efter tur. Der er i årene 1996-2004 udgivet 12 bøger i denne serie fra forlaget Klim. Serien redigeres af Jens Peter Kaj Jensen, Ulf Vincents Olsen, Joachim Wrang og Svend-Åge Petersen.
| Bog | Spire Denne artikel om bøger og tidsskrifter er en spire som bør udbygges. Du er velkommen til at hjælpe Wikipedia ved at udvide den. |